# Anthidiellum krombeini
Anthidiellum krombeini är en biart som beskrevs av Griswold 2001. Anthidiellum krombeini ingår i släktet Anthidiellum och familjen buksamlarbin. Inga underarter finns listade i Catalogue of Life.